# شوناو (اودنوالد)
شهر شوناو (به آلمانی: Schönau) در ایالت بادن-وورتمبرگ در کشور آلمان واقع شده‌است.